# Pseudophryne guentheri
Pseudophryne guentheri es una especie  de anfibios de la familia Myobatrachidae.

## Distribución geográfica
Se encuentra Australia.